# 2000 PL30
2000 PL30, também escrito como 2000 PL30, é um objeto transnetuniano que está localizado no cinturão de Kuiper, uma região do Sistema Solar. Este corpo celeste está em uma ressonância orbital de 3:5 com o planeta Netuno. Ele possui uma magnitude absoluta de 7,6 e, tem um diâmetro estimado com cerca de 139 km, por isso existem poucas chances que o mesmo possa ser classificado como um planeta anão, devido ao seu tamanho relativamente pequeno.

## Descoberta
2000 PL30 foi descoberto no dia 5 de agosto de 2000 pelo astrônomo M. J. Holman.

## Órbita
A órbita de 2000 PL30 tem uma excentricidade de 0.247 e possui um semieixo maior de 42.032 UA. O seu periélio leva o mesmo a uma distância de 31.648 UA em relação ao Sol e seu afélio a 52.416.